# Velký a Malý Bezděz
Velký a Malý Bezděz este o arie protejată (arie specială de conservare — SAC, sit de importanță comunitară — SCI) din Republica Cehă întinsă pe o suprafață de 70,34 ha, integral pe uscat.

## Localizare
Centrul sitului Velký a Malý Bezděz este situat la coordonatele 50°32′25″N 14°43′04″E / 50.540278°N 14.717778°E.

## Înființare
Situl Velký a Malý Bezděz a fost declarat sit de importanță comunitară în aprilie 2005 pentru a proteja 2 specii de animale. Situl a fost protejat și ca arie specială de conservare în iulie 2012.

## Biodiversitate
Situată în ecoregiunea continentală, aria protejată conține 3 habitate naturale: Peșteri inaccesibile publicului, Pante stâncoase silicioase cu vegetație casmofită, Păduri de fag Luzulo-Fagetum.
La baza desemnării sitului se află mai multe specii protejate:
- mamifere (1): liliac cu urechi mari (Myotis bechsteinii)
- nevertebrate (1): Rosalia alpina